# Initiative zur Erhaltung alter Geflügelrassen
Die Initiative zur Erhaltung alter Geflügelrassen ist ein am 11. Januar 2008 in Deersheim (Harz) gegründeter, bundesweit agierender Verein mit dem Ziel, die genetischen Ressourcen beim Geflügel durch Haltung und Weiterzüchtung alter und vom Aussterben bedrohter Geflügelrassen zu erhalten. Zur Erreichung dieses Zieles folgt er in der praktischen Umsetzung den Vorschlägen des Nationalen Fachprogramms zur Erhaltung und Nutzung tiergenetischer Ressourcen in Deutschland.

## Aufgaben und Ziele
In der Initiative schlossen sich Züchter unterschiedlichster Interessen zusammen. Neben reinen Hobbyzüchtern des Bundes Deutscher Rassegeflügelzüchter (BDRG) und Mitgliedern der Gesellschaft zur Erhaltung alter und gefährdeter Haustierrassen (GEH) finden sich auch wirtschaftlich orientierte Nebenerwerbslandwirte und Höfe des ökologischen Landbaus, die an der Vermarktung ihrer Produkte und entsprechend guten Leistungen der Tiere interessiert sind.
Der Verein strebt daher die Entwicklung einer Zuchtgemeinschaft zur Erhaltung von Geflügelrassen und ihrer Zuführung zur wirtschaftlichen Nutzung an. Dies soll durch
- die Ausarbeitung allgemeingültiger Konzepte für Zucht und Hygiene,
- eine zentrale Zuchtbuchführung dezentraler Erhaltungszuchten und
- die Organisation notwendiger Absprachen zwischen bestehenden Zuchtringen

erfolgen.
Die Initiative ist neben der GEH eine der wenigen Organisationen, die bundesweit Erhaltungszuchtringe gründen und betreuen. Gemäß den Vorschlägen des „Nationalen Fachprogramms zur Erhaltung und Nutzung tiergenetischer Ressourcen in Deutschland“ erarbeitet der Verein außerdem neue Zuchtkonzepte die Wirtschaftlichkeit und Erhaltungszuchtprinzipien kombinieren.

## Zielgerichtete Erhaltungszucht und Zuchtbuchführung
In den letzten Jahren wird immer deutlicher die Notwendigkeit der Erhaltung genetischer Vielfalt bei landwirtschaftlichen Nutztieren erkannt. Die genetische Vielfalt der meisten züchterisch intensiv geführten Nutztierpopulationen schwindet mit zunehmender Dynamik. Hohe Selektionsintensitäten, die Folgen der Anwendung der Biotechnologie und der globale und massive Einsatz weniger ausgewählter Zuchttiere führen zu einer kaum merklichen genetischen Einengung.
Beim Huhn erfolgte eine Spezialisierung auf Mast- oder Legeleistung. In der Legehennenzucht decken drei Zuchtunternehmensgruppen (mit jeweils 1 bis 3 individuellen Zuchtunternehmen) den gesamten Weltmarkt der Legehybriden zur Produktion weiß- und braunschaliger Eier ab. Mit der Lohmann Tierzucht GmbH ist eines dieser Unternehmen in Deutschland angesiedelt. In der Mastrichtung dominieren ebenfalls drei Unternehmen 90 % des Weltmarktes. Bei Puten wird die Zucht von drei weltweit operierenden Unternehmen betrieben. Beim Wassergeflügel (Gänse und Enten) stellen weniger als 5 der weltweit existierenden 20 Zuchtunternehmen den „weitaus größten Teil“ der Elternlinien. Die Haltung von Reservelinien ist in der Wirtschaftsgeflügelzucht von untergeordneter Bedeutung.
Die meisten Rassen und Populationen, die in Deutschland Verbreitung fanden, werden von Hobbyzüchtern gehalten und entsprechend dem Rassestandard nach ihrem Erscheinungsbild selektiert. Eine zielgerichtete Erhaltung genetischer Vielfalt innerhalb und zwischen den Rassen erfolgt in diesem Rahmen nicht. Diese erfordert eine Zuchtbuchführung und die dadurch mögliche systematische Inzuchtminimierung in kleinen Populationen. Die Tierarten des Geflügels sind (anders als z. B. Kühe, Schweine, Ziegen und Schafe) nicht im Tierzuchtgesetz verankert. Eine offizielle Herdbuchzucht für die einzelnen Rassen ist daher nicht umgesetzt. Die Zucht wird meist ohne genauere Kenntnisse zur Abstammung der Tiere durchgeführt. Eine systematische Aufzeichnung der Abstammung wie bei Großtieren ist kaum vorhanden. Das kann in kleinen Populationen zu erheblichen Inzuchtzunahmen führen. Speziell zur Leistungserfassung gibt es nur wenige Ansätze, die diesen Bereich auch züchterisch fördern können.
Im Bund Deutscher Rassegeflügelzüchter hat das Zuchtbuch zur Erfassung von Abstammungs- und Leistungsdaten zwar eine lange Tradition, die Beteiligung am Zuchtbuch mit 5 % aller gehaltenen Zuchten ist jedoch sehr gering. Als wesentlicher Grund wird hier der hohe Aufwand für den Hobbyzüchter zur Kontrolle des Schlupfes und der Fallnester vermutet.
Mit einer zentralen computergestützten Zuchtbuchführung, aufbauend auf den langjährigen Erfahrungen des Erhaltungszuchtringes Vorwerkhuhn (und des schwarzen Sachsenhuhnes), die an die jeweiligen Bedürfnisse der Erhaltungszucht einer Rasse angepasst werden kann, können dezentrale Erhaltungszuchten durch den Verein in der zielgerichteten Auswahl ihrer Zuchttiere unterstützt werden.
2015 betreute der Verein folgende Zuchtringe und Zuchtbücher:
- den 1999 gegründeten Erhaltungszuchtring für Vorwerkhühner,
- den im Juli 2012 gegründeten Zuchtring für weiße Bresse Gauloise,
- den im August 2014 gegründeten Erhaltungszuchtring für gelbe Ramelsloher und
- den im März 2019 gegründeten Erhaltungszuchtring für gesperberte Mechelner

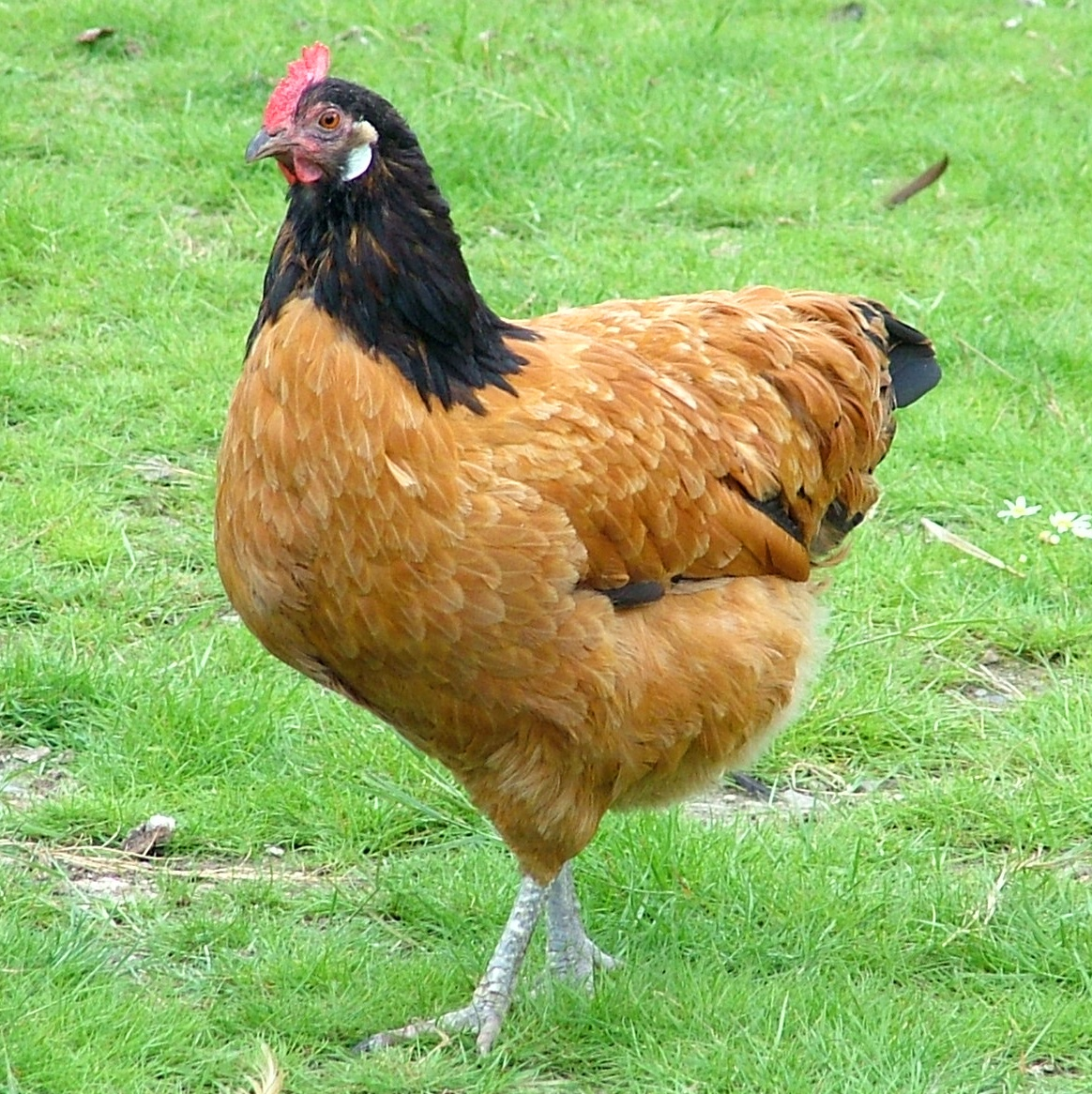
Vorwerkhenne
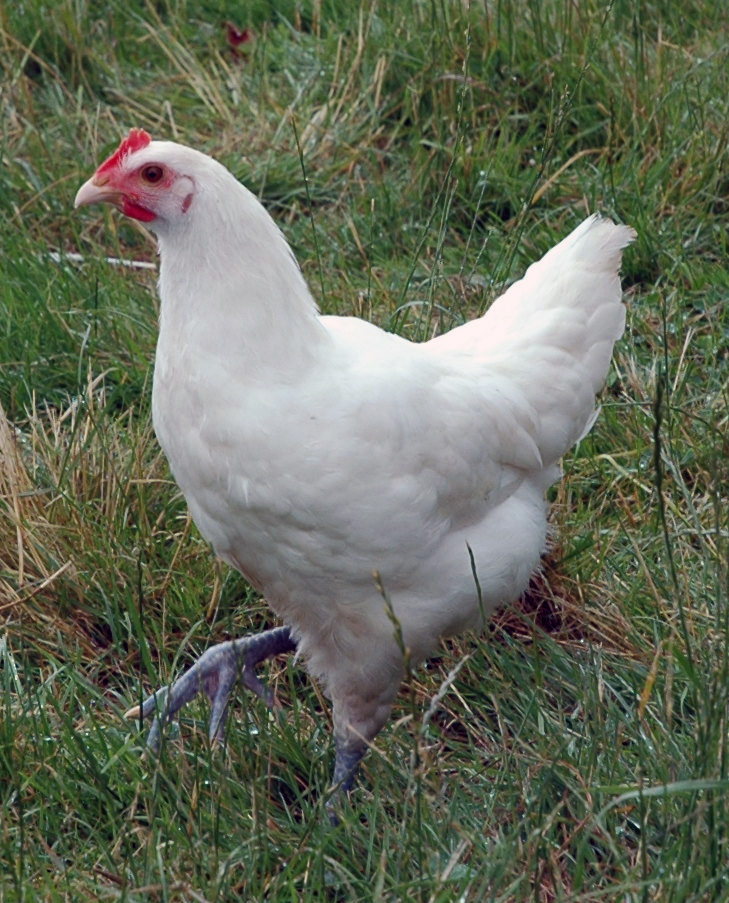
Bressehuhn
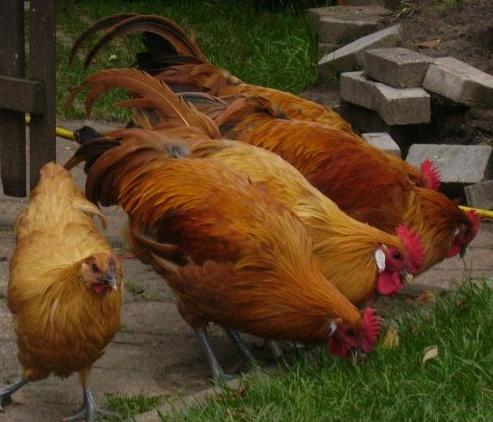
Gelbe Ramelsloher

## Projekt Kollbecksmoorhuhn
Der Verein betreut darüber hinaus ein privates Projekt zur Züchtung und Vermarktung einer neuen Kreuzung aus Vorwerkhähnen und weißen Plymouth-Rockhennen, das der Erhaltung einer alten robusten Rasse, der genetischen Ressource „Vorwerkhuhn“ dienen soll. Mit den überzähligen Hähnen der Erhaltungszuchten des Vorwerkshuhnes werden Zweinutzungshühner mit einer Legeleistung von 250 Eiern pro Jahr und guten Masteigenschaften erzeugt. Das entspricht der Legeleistung der Zweinutzungshenne „Lohmann Dual“. Das alte Vorwerkshuhn soll als Ausgangslinie der neuen Gebrauchskreuzung, dem „Kollbecksmoorhuhn“, erhalten bleiben und für die wirtschaftliche Nischenproduktion wieder Bedeutung erlangen.
Mit dem Gewinn aus dem Verkauf der Kreuzungstiere wird die Erhaltung alter Geflügelrassen in Reinzucht unterstützt. Die Eignung weiterer Rassen zur Etablierung solcher Gebrauchskreuzungen wird geprüft.
Am Projekt beteiligen sich das Institut für Nutztiergenetik Mariensee der Bundesforschungsanstalt für Landwirtschaft (FAL), die Landwirtschaftskammer Weser-Ems, das Zuchtunternehmen Lohmann Tierzucht GmbH und der Leistungsprüfungshof der Bayerischen Landesanstalt für Landwirtschaft in Kitzingen.